# سیارک ۵۹۱
سیارک ۵۹۱ (به انگلیسی: 591 Irmgard، نامگذاری:1906TP) پانصد و نود و یکمین سیارک کشف شده‌است که در ۱۴ مارس ۱۹۰۶ و در هایدلبرگ کشف شد.
قدر مطلق سیارک برابر ۱۰٫۶۴ است.